# Poiesis (Hermeneutik)
Poiesis bedeutet im Zusammenhang der Hermeneutik, sich durch Auseinandersetzung mit einem Gegenstand eine Wirklichkeit zu schaffen. Das Verstehen und Problemlösen wird auf diese Weise als kommunikative und kreative Handlung gesehen, die sich im stetigen Wandel befindet und nicht von einzelnen Subjekten abhängt.
Hans Robert Jauß spricht von einer „Poiesis des aufnehmenden Subjekts“ und grenzt die Poiesis des Interpreten in diesem Sinne von der Poetik als Dichtungslehre (beziehungsweise von der Poietik) ab. Poiesis ist aus seiner Sicht eine Arbeit oder Leistung des Rezipienten im Unterschied zum Produzenten. Hans-Georg Gadamer, ein bedeutender Anreger der Hermeneutik des 20. Jahrhunderts, brachte diese Art Wahrheitsfindung mit dem Begriff des Spiels in Verbindung.
Die Trennbarkeit zwischen produzierenden und aufnehmenden Subjekten wurde allerdings zunehmend bezweifelt. Jean Grondin begreift das „Verstehen“ grundsätzlich als einen „Bearbeitungsprozess“ und verbindet jede Überlieferung, Übersetzung oder Bearbeitung eines Vorgegebenen mit dem Begriff der Poiesis.